# Das Herz aller Dinge (1953)
Das Herz aller Dinge ist ein britisches Spielfilmdrama aus dem Jahre 1953 mit Trevor Howard und Maria Schell in den Hauptrollen. Die Geschichte basiert auf dem gleichnamigen Roman (1948) von Graham Greene.

## Handlung
Westafrika im Jahre 1942. In Freetown leistet der britische Kolonialbeamte und zum Stellvertreter des hiesigen Distriktkommissars aufgestiegene Polizeimajor Harry Scobie seit 15 Jahren mit großer Pflichterfüllung seinen Dienst. Die Arbeit ist schwer, die klimatischen Bedingungen bei sengender Hitze für einen Europäer kaum zu ertragen. Obwohl Scobie seinen Dienst äußerst gewissenhaft verrichtet, fällt es ihm oftmals schwer, die von ihm geforderte Härte gegenüber den Eingeborenen zu zeigen, da christliche Werte wie Mitgefühl und Nächstenliebe für ihn keine hohlen Phrasen sind. Der strenggläubige Katholik ist mit Louise verheiratet. Die trägt schwer an den klimatischen Bedingungen vor Ort, die sie im Lauf der Jahre ausgezehrt haben. Scobie leidet an ihrem sich stetig verschlechternden Gemütszustand mit. Daher hat er nichts dagegen, als Louise sich mit dem soeben eingetroffenen Briten Wilson anfreundet. Der vertritt angeblich eine Im- und Exportfirma und tut seiner Gattin gut, auch wenn Scobie den Neuankömmling bald als unangenehmen Wichtigtuer geringschätzt. Als sich herausstellt, dass Wilson in Wahrheit vom britischen Geheimdienst entsandt wurde, um vor Ort der Kolonialverwaltung auf die Finger zu schauen, begegnet Scobie ihm nur noch mit Verachtung und droht dabei, sich den nicht unwichtigen Emissär zum Feind zu machen. Eine andere Person, die Scobies Nähe sucht, ist der arabische Händler Jussuf. Ihn kann Scobie noch weniger ausstehen, erscheint ihm der Syrer, der in Verdacht steht, Diamantenschmuggel zu betreiben, als äußerst zwielichtig und unsympathisch. Schließlich lässt sich Scobie dennoch auf Jussuf ein, denn der bietet ihm, ohne Bedingungen zu stellen, eine dringend benötigte Geldsumme an, mit der Scobie die Erholungsreise seiner gesundheitlich wie psychisch stark angeschlagenen Frau nach Südafrika finanzieren kann.
Während Louise fort ist, erhält Scobie einen heiklen, dienstlichen Auftrag. Er soll die Überlebenden eines von deutschen U-Booten torpedierten Geleitzuges vom benachbarten französischen Kolonialterritorium nach Freetown holen. Unter den Schiffbrüchigen befindet sich auch die junge österreichische Emigrantin Helen Rolt, die durch den Angriff auf das Schiff ihren Ehemann verloren hat. Es ist zunächst Scobies christliche Nächstenliebe, die den erfahrenen Kolonialpolizisten sich sehr aufopferungsvoll um die 19-jährige Witwe kümmern lässt. Doch bald erwächst aus diesem Pflichtgefühl tiefe Zuneigung, die die blutjunge Helen erwidert. Beide beginnen eine leidenschaftliche Affäre, die den gläubigen Katholiken bald in schwere Gewissensnöte bringen wird, denn Scobies Ehefrau ist überraschend zurückgekehrt. Scobie sieht sich hin- und hergerissen zwischen den eigenen Gefühlen und den Pflichten eines katholischen Ehemannes, für den Ehebruch ein Ding der Unmöglichkeit ist, oder wie in diesem Fall: doch eher sein sollte. Zwischen beiden Gefühlen schwankend, entscheidet sich Scobie erst einmal dazu, einen Kompromiss zu suchen und der heißt: Die Affäre mit Helen geheim zu halten. Da Helen nicht bereit ist, auf ewig dieses unwürdige Versteckspiel mitzumachen, fordert sie von ihrem Geliebten schließlich eine Entscheidung. Nach einer heftigen Auseinandersetzung schreibt Scobie ihr einen Brief, in dem er sich nun vorbehaltlos zu ihr bekennt.
Kurz darauf sieht sich das geheime Paar auf einer Party wieder, zu der auch Wilson eingeladen wurde. Erstaunt stellen Helen und Scobie fest, dass Wilson der sonst überall seine Nase hineinsteckt, noch nichts von dem Liebesbrief weiß. Dafür aber umso mehr Jussuf, der sein Wissen jedoch für sich behält, um im Bedarfsfall Scobie unter Druck zu setzen. Recht bald muss Scobie seine „Rechnung“ gegenüber den windigen Araber bezahlen, denn der verlangt von dem britischen Polizeimajor, dass dieser ein geheimnisvolles Päckchen am Zoll vorbei auf ein portugiesisches Schiff schmuggelt, mit dem die ominöse Fracht nach Europa gelangen soll. Scobie ist in jeder Hinsicht am Ende: Er hat, so seine Selbsteinschätzung, nicht nur als gläubiger Katholik, sondern nunmehr auch in seiner Funktion eines bislang stets korrekten Staatsbeamten versagt. Da selbst die auch hier vor Ort präsente katholische Kirche ihm ihren Beistand versagt hat, gerät Scobie Gottesbild endgültig ins Wanken, und er erwägt, sich das Leben zu nehmen. Harry Scobie greift nach seiner Dienstpistole, geht in die Nacht hinaus und fährt mit seinem Wagen davon. Ali, Scobies treu ergebener Diener, folgt ihm so schnell er kann. Im Hafen angekommen, kommt es zu einem Schusswechsel. Scobie eilt zu dem Lärm und gerät in eine Auseinandersetzung mehrerer, randalierender Schwarzafrikaner. Es fallen zwei weitere Schüsse, die den britischen Streitschlichter treffen. Ali eilt herbei und kann nur noch mit ansehen, wie sein Herr in seinen Armen stirbt.

## Produktionsnotizen
Das Herz aller Dinge entstand 1952 und feierte seine Weltpremiere im April 1953, als britischer Wettbewerbsbeitrag im Rahmen der 6. Internationalen Filmfestspiele von Cannes. Am 3. November desselben Jahres kam der Film in die britischen Kinos. Die deutsche Premiere fand am 5. Juli 1954 statt.
Joseph Bato entwarf die Filmbauten, Julia Squire die Kostüme. John Cox beaufsichtigte den Ton. Gerry Fisher war Jack Hildyards Kameraassistent, Peter Mullins war bei den Filmbauten als Zeichner beschäftigt.

## Unterschiede zwischen Buch und Film
Film und Buch unterscheiden sich vor allem am Ende: Während in Greenes Roman Scobie den geplanten Selbstmord auch vollendet und sein getreuer Diener ermordet wird, ist im Film Scobies Tod mehr einem Unfall geschuldet, da er in eine heftige Auseinandersetzung einheimischer Schwarzer gerät. Ali hingegen überlebt, anders als im Roman, das Filmende.

## Synchronisation
| Rolle                   | Darsteller       | Synchronsprecher   |
| ----------------------- | ---------------- | ------------------ |
| Harry Scobie            | Trevor Howard    | Horst Niendorf     |
| Louise Scobie           | Elizabeth Allan  | Dorothea Wieck     |
| Helen Rolt              | Maria Schell     | Maria Schell       |
| Wilson                  | Denholm Elliott  | Dietrich Haugk     |
| Pater Rank              | Peter Finch      | Benno Gellenbeck   |
| Jussuf                  | Gérard Oury      | Stig von Nauckhoff |
| portugiesischer Kapitän | George Coulouris | Vasa Hochmann      |
| Distriktkommissar       | Michael Hordern  | Heinz Klingenberg  |
| Diener Ali              | Earl Cameron     | Kenneth Spencer    |
| Colonel Wright          | Evelyn Roberts   | Friedrich Schütter |

Die deutsche Synchronregie übernahm Edgar Flatau.

## Kritiken
Im Lexikon des Internationalen Films heißt es: „Die Verfilmung des gleichnamigen Romans von Graham Greene löst den Konflikt zwischen Glauben, Pflicht, Treue und Liebe nur unbefriedigend. In Inszenierung und Darstellung eindrucksvoll.“
Halliwell‘s Film Guide nannte den Film „einen ziemlich schwerfälligen Versuch, Graham Greene zu verfilmen“ und mutmaßte abschließend, dass sich vielleicht jeder daran Beteiligte zu sehr bemüht habe und das Filmende eine Beeinträchtigung darstellen würde.
Lindsay Anderson meinte, dass dies eine seltsame Stoffwahl für einen kommerziellen Film gewesen sei.